# Aphelinidae
Los afelínidos (Aphelinidae) son una familia de himenópteros apócritos que incluye pequeñísimas avispas parasitoides, ~1200 spp. in 36 géneros, en 7 subfamilias mundialmente,() dos de ellas, Azotinae & Eriaporinae, son consideradas familias separadas ahora. 
Estos pequeños insectos son difíciles de estudiar; hay que preservarlos cuidadosamente en alcohol para que no se deterioren. Por eso muchos ejemplares de museo no sirven para estudios. La larva en la mayoría de los casos es parásita o parasitoide de hemípteros, aunque algunas atacan a otros huéspedes, y los detalles del ciclo vital varían (por ejemplo algunos atacan a los huevos, otros a ninfas y otros son hiperparásitos, es decir que parasitan a otros parásitos). Los machos y las hembras pueden tener diferentes huéspedes y diferentes ciclos vitales .
Están distribuidos mundialmente en gran variedad de hábitats. Algunas especies son usadas como agentes de control biológico de plagas.
Es difícil separarlos de otros miembros de la superfamilia Chalcidoidea excepto por detalles sutiles de venación de las alas. Es posible que sea un grupo parafilético y por lo tanto que haya necesidad de subdividirlo en el futuro. Por ejemplo la subfamilia Calesinae puede llegar a ser una familia separada.

## Géneros
- Ablerus
- Allomymar
- Aphelinus
- Aphytis
- Bardylis
- Botryoideclava
- Cales
- Centrodora
- Coccobius
- Coccophagoides
- Coccophagus
- Dirphys
- Encarsia
- Eretmocerus
- Eriaphytis
- Eunotiscus
- Euryischia
- Euryischomyia
- Eutrichosomella
- Hirtaphelinus
- Lounsburyia
- Marietta
- Marlattiella
- Metanthemus
- Myiocnema
- Oenrobia
- Proaphelinoides
- Promuscidea
- Prophyscus
- Protaphelinus
- Pteroptrix
- Samariola
- Timberlakiella
- Verekia